# Green Valley (Contea di Marathon, Wisconsin)
Green Valley è un comune degli Stati Uniti, situato in Wisconsin, nella Contea di Marathon.